# Leptotrichella
Leptotrichella là một chi rêu trong họ Dicranaceae.